# سیارک ۱۲۳۳۹
سیارک ۱۲۳۳۹ (به انگلیسی: 12339 Carloo، نامگذاری:1992YW1) دوازده هزار و سیصد و سی و نهمین سیارک کشف شده‌است که در ۱۸ دسامبر ۱۹۹۲ کشف شد.
قدر مطلق سیارک برابر ۲۰.۴ است.